# ベスラン学校占拠事件

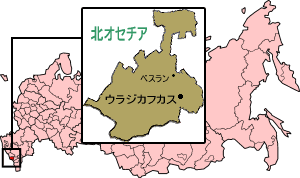
ロシアに於けるベスランの位置

ベスラン学校占拠事件（ベスランがっこうせんきょじけん）は、2004年9月1日から9月3日にかけてロシアの北オセチア共和国ベスラン市のベスラン第一中等学校で、チェチェン共和国独立派を中心とする多国籍の武装集団（約30名）によって起こされた占拠事件。
9月1日に実行された占拠により、7歳から18歳の少年少女とその保護者、1181人が人質となった。3日間の膠着状態ののち、9月3日に犯人グループと特殊部隊との間で銃撃戦が行われ、特殊部隊が建物を制圧し事件は終了したものの、386人以上が死亡（うち186人が子供）、負傷者700人以上という犠牲を出す大惨事となった。首謀者はチェチェン人のシャミル・バサエフ（独立派強硬派グループコーカサス戦線の指導者）。

## 事件前の情勢
ロシア領北カフカスのチェチェン共和国では1990年代初頭のソビエト連邦崩壊以来、独立を目指す独立派チェチェン人と、独立を阻止しようとするロシア当局側の間で対立と抗争が続いてきた。
1999年の第二次チェチェン紛争の勃発以後は強力な指導力を発揮するロシアのウラジーミル・プーチン政権の攻勢によってチェチェン独立派はチェチェンの政権を追われ、親ロシア・反独立派のチェチェン人による政権が樹立されていた。しかし、ゲリラ化した独立派はこれを傀儡政権とみなして抵抗を先鋭化させてテロリズムを辞さない方針に転じ、2002年10月には人質100人以上が死亡する惨事となったモスクワ劇場占拠事件を起こした。過激化したチェチェンの独立派には、アルカーイダなどの国外のイスラム過激派組織との繋がりが指摘されている。
2004年5月9日には、チェチェン共和国の親露派政権の大統領であるアフマド・カディロフがシャミル・バサエフ配下のテロリストに爆殺される事件が起こる。これに対し後任の大統領を決定する選挙が8月29日に行われることになり、プーチン大統領の支持を受けた候補が当選したが、この選挙に前後して8月21日には独立派が警察署などを襲撃して双方に60人以上が死亡、8月24日には旅客機2機が相次いで墜落して89人が死亡、8月31日にはモスクワで10人が死亡する自爆攻撃があるなど、国外のイスラム過激派の関与を思わせるものも含めて戦闘やテロが活発化していた。

## 事件の経過と状況

現場平面図、ロシア部隊の初期配置図

### 事件の勃発（9月1日）
1日午前、軍用トラック1台に乗った30人ほどの黒ずくめの集団が学校を襲撃した。銃撃戦の末、警察官や犯人を含む9人が死亡、武装集団は学校を占拠して、7歳から18歳の少年少女とその保護者の計1181人を人質として体育館に立てこもった。人質には生後間もない赤ん坊も含まれていた。襲撃者達は当時改修工事を行っていた体育館の地下に事前に武器弾薬を隠し、準備を行っていたとされる。人質の数は、当初は実数より大幅に少なく、120人程度と発表された。その後ロシア当局は354人と公式発表したが、この発表は実数より少なすぎるとして地域住民から非難された。
事件の発生を受け、特殊部隊スペツナズを含むロシア軍が出動し非常線を張る。

### 交渉の開始（9月2日）
2日未明より、2002年のモスクワ劇場占拠事件でも交渉役をつとめたモスクワ在住の小児科医レオニード・ロシャーリを仲介に立て、解放をめぐる交渉を開始した。交渉の開始とともにロシア側は武力制圧の当面の見送りを宣言し、人質の安全確保が第一であることを強調したが、交渉は膠着した。一方、事件後に明らかにされたところによると、ロシア側はこの間に着々と突入に備えて特殊部隊の準備を行っていた模様である。人質には充分な食料や水は与えられなかった。
占拠グループは、人質解放のために以下の条件の実行を要求した。
- イングーシ共和国に捕まっている同胞の解放。
- チェチェン共和国からのロシア軍の撤退。
- 北オセチア共和国およびイングーシ共和国の大統領との直接対話。

2日午後には、過去にもチェチェン独立派と交渉を重ねた経験のあるイングーシ共和国前大統領ルスラン・アウシェフの仲介により、人質のうち赤ん坊とその母の26人が解放された。

### 突入と解決（9月3日）
3日未明、武装集団側が学校を包囲する警官隊に発砲し、警察官1人が負傷した。また、2日の交渉開始以来、武装集団側が睡眠薬などの混入を恐れて人質への水や食料の差し入れを拒否し続けていたため人質の健康悪化が懸念され、武力突入への緊張が高まった。
13時04分頃、武装集団が立てこもる体育館で起きた「爆発」をきっかけに銃撃戦となった。
銃撃戦が始まった経緯については情報が錯綜しており、真相は明らかではない。ロシア側当局は当初、死体を引き取りにいった際に銃撃されたため、発砲、突入と発表していた。その他、現地にいた親が持参した銃器の発砲音を犯人グループが特殊部隊の突入と勘違いしてはじまったとする説、犯人側が体育館にしかけた爆弾が偶発的に爆発したのがきっかけとする発表などが報道に流されている。突入前に特殊部隊の一部兵士が先走り、砲撃・機銃掃射を行ったとの目撃証言を市民や人質が行っている等、いまだはっきりしていない。

### 突入時の状況
人質は、約1000人がバスケットコート1面分くらいの面積しかない体育館に「すし詰め」状態だった。このため、館内は蒸し暑く、救出時には上半身裸の人質の姿が多く見られた。また、救出されるまでの50時間以上もの間、食事もなく水も与えられなかったため、衣服に尿を染み込ませ飲ませる親もいた。
また、自分の子供を人質に取られた親が、銃器を持ち現場に入り込んでおり、特殊部隊の突入時には、逃げ出す人質と相まって、現場は大混乱に陥った。
突入後までに出た被害に関し、報道で明らかにされた情報は以下の通りである。
- 体育館は屋根が崩落し完全に崩壊。
- 死傷者1000人以上。
  - そのうち死者は最低で335人以上、その内156人が子供。
- 行方不明者176人以上。

## 占拠グループの詳細
中学校を占拠した集団は全部で32人、うち2人が女だったとされ、彼らはイスラム原理主義過激派ジャマートのメンバーであると報じられた。事件勃発当初はチェチェン人のみと思われていたが、事件後まもなくタタール人、カザフ人などロシア・CISの他のムスリム（イスラム教徒）民族や、朝鮮人がいたという発表がなされた。ただし、朝鮮人についてはのちに、実はこれもCIS諸国のムスリム民族であるウズベク人だったと報道されている（詳細は韓国の反応の節を参照）。
また、さらにアラブ人、黒人1人などを含む多国籍の人間によって構成されていたという情報も流れた。これにより、国外のイスラム過激派グループ、国際テロ組織との関連も疑われている。しかし、チェチェン独立派の幹部のひとりは多くの外国人がいたとする説を否定しており、黒人とアラブ人の参加についても否定的な報道もある。
学校占拠直後、武装集団の中の男性1名、女性1名が、子供への非人道的な扱いについてリーダーに異議を唱えたが、彼らはその日の夕方までに粛清された。
ヌルパシ・クラエフという犯人グループの1人が唯一生存して逮捕され、2006年5月16日に裁判で終身刑が宣告され現在服役中である。獄中で他の受刑者から危害を加えられる危険があるため、刑務所を管轄するロシア連邦刑執行庁は別名使用を認めているという。
FSB元中佐のアレクサンドル・リトビネンコは、ロシアのFSBが事前に陰謀を認識していたことは間違いなく、政府がテロに関する法律を強化し法執行機関の権限を拡大するためにこのテロを利用した可能性があると示唆した。彼の結論は、ベスランでの事件の直前に、ベスランを占拠した犯人が数名、FSBの拘留から解放されたという事実に基づいている。FSBに拘留された人間は、FSBに役立つ場合にのみ解放され、厳格な監視下に置かれていたはずだと述べた。

## 国内外への影響

### ロシアの反応
ロシアのウラジーミル・プーチン大統領は、これまで同様チェチェン独立派と対話のテーブルにつくつもりはないことを繰り返している。また国外まで視野に入れて今回の事件の徹底的な捜査を行う考えで、ロシア政府は、その所在を問わず、全てのテロ組織へのあらゆる手段による先制攻撃を言明している。
もしこの方針が実行に移されれば、今後攻撃を受けることになるテロ組織の拠点は、これまで通りの北カフカスに留まらず、アフガニスタンなどにまで拡大されることになる。

### アメリカの反応
アメリカ合衆国のジョージ・W・ブッシュ大統領は、9月1日の占拠事件発生直後、即座にテロリストを非難する声明を発表し、ロシアのテロとの戦いに対する全面的支援を約束した。また、この事件と同時期に行われている大統領選挙戦においてテロとの戦いを強調するブッシュにとって、この事件は追い風となっている。

### イスラム諸国の反応
アメリカ合衆国を中心とする連合国に抵抗するための人質事件、テロ事件が頻発しているイラクでは、ベスラン学校占拠事件後、武装勢力の間で、人質を取る行為の是非についての議論が高まったようである。
ベスラン学校占拠事件終結2日後の2004年9月5日、イラク武装集団はスンナ派のイスラム指導者による組織イラク・ムスリム・ウラマー協会に対し、「拉致が不当な行為であれば、抵抗運動をしている組織は、我々も他の組織もそのファトワー（宗教令）に従う」と人質を取る行為の是非についてのファトワーを出すよう求めた。もともとイラク・ムスリム・ウラマー協会は、日本人人質事件で人質解放に向け尽力したように、外国人拉致に批判的な立場を取っている。
また、イラク以外のイスラム教徒が多数を占める諸国では、もともと頻発するテロ事件に対し、ムスリム（イスラム教徒）全体が過激派であるように見られることに対して拒否感が強く、各国の政府・マスメディア・宗教指導者たちは口を揃えてベスランの占拠事件を非難した。例えば、スンナ派イスラム世界でひろく権威を認められているエジプトのカイロにあるアズハルの指導者は、人質事件はイスラムの寛容と公正の精神に相容れず、拉致を行う者はイスラムに照らして犯罪者であることを言明した。
しかし、このような事件がおこる原因はロシア政府がチェチェン共和国の独立を認めないことにあるのだとロシア側も批判的に言及することも多く、背後にはチェチェン問題に対する同じイスラム教徒のチェチェン側への同情がある。

### 韓国の反応
韓国では、9月6日に高麗人が武装グループにいたとの報道があり、国内外の韓国人社会を震撼させた。
高麗人とは、もともとソ連の沿海地方などに住んでいた朝鮮民族系の人々のことで、第二次世界大戦中に日本軍に協力するおそれがあるという理由から中央アジアに民族ごと追放され、現在はウズベキスタンを中心に居住している人々のことである。この報道が韓国で衝撃を呼んだのは、韓国では高麗人は中国の朝鮮族と同様、外国国籍同胞（韓国籍を持たない韓国人）とみなされているためである。また多くの外国語では高麗人も朝鮮人も韓国人も一律に英語でコリアン、ロシア語でカレーイェツと呼ばれるように区別されないため、韓国人がテロリストに加わったというイメージが国際的に広がって韓国の印象が悪化することを懸念する声もあった。

### 日本の反応
日本の小泉純一郎首相は9月4日に犠牲者と遺族に対する哀悼の意をあらわし、テロを非難するプーチン大統領の姿勢を支持するメッセージを発した。9月8日に日本政府は医療器具・医薬品の援助のために10万ドルの資金協力を行うことを発表するとともに、公式にロシア政府とプーチン大統領のテロとの対決姿勢を支持する表明を行った。

### 公式レポート
- Miklós Haraszti (2004-09-16) (PDF). Report on Russian media coverage of the Beslan tragedy: Access to information and journalists' working conditions. Organization for Security and Co-operation in Europe (OSCE).

### チャリティ
- Fund for victims of Beslan attack (www.MoscowHelp.org).